# Baghouz
Baghouz of Al-Baghuz Fawqani (Arabisch: الباغوز فوقاني, Koerdisch: Baxoz) is een stad in Syrië, gelegen aan de rivier de Eufraat in het Abu Kamal District, Deir ez-Zor. 
In de loop van de Syrische Burgeroorlog in 2011-2019 kwam deze plaats en de nabijgelegen stad Baghuz at-Tahtani onder de controle van de Islamitische Staat (in Irak en de Levant) (afgekort tot ISIL of IS).
Aan het eind van een meerjarige campagne in Oost-Syrië werd de stad door de Syrische Democratische Strijdkrachten (SDF) tijdelijk veroverd op 23 januari 2019. De volgende dag lanceerde ISIL echter een reeks zelfmoordaanslagen waarna delen van de stad konden worden heroverd, waarmee het nog tot maart 2019 het laatste bolwerk bleef van het in 2014 uitgeroepen kalifaat.
De aanvallen op de stad door de SDF werden hervat op 1 maart 2019, toen de laatste de overgebleven ISIL-strijders en hun gezinnen werden belegerd in een tentenkamp langs de rivier waar zij zich hadden teruggetrokken. Op 23 maart 2019 proclameerden de SDF de overwinning op dit laatste bolwerk.